# Liézey
 Liézey  es una comuna y población de Francia, en la Región de Gran Este, departamento de Vosgos, en el distrito de Saint-Dié-des-Vosges y cantón de Gérardmer.
Su población en el censo de 2017 era de 286 habitantes.

## Demografía
| 262 | 217 | 169 | 245 | 298 | 320 |
| Para los censos de 1962 a 1999 la población legal corresponde a la población sin duplicidades (Fuente: INSEE [Consultar]) |     |     |     |     |     |